# Balatonszepezd
Balatonszepezd község Veszprém vármegyében, a Balatonfüredi járásban.

## Fekvése
A Balaton északi partján fekszik, a tó nyugati medencéjének a középső részén, Zánka nyugati és Révfülöp keleti szomszédságában, Balatonfüredtől 24 kilométerre nyugatra. „Szárazföldön” csak egy további szomszédja van, északnyugati irányban Kővágóörs, vízterületei révén viszont három déli parti településsel is határos: délkelet felől Balatonszemessel, dél felől Balatonlellével, dél-délnyugat felől pedig Balatonboglárral.
A település három részre tagolódik: középen van a tulajdonképpeni falu, amelyet a helyiek Balatonszepezdnek hívnak, tőle nyugatra Szepezdfürdő, keletre pedig a Viriusztelepnek nevezett nyaralótelep.

### Megközelítése
Gépjárművel a 71-es főúton közelíthető meg, amely északkelet-délnyugati irányban végighalad a lakott területén.
A hazai vasútvonalak közül a Börgönd–Szabadbattyán–Tapolca-vasútvonal érinti, melynek két vasúti megállója van a határai között: Tapolca vasútállomás felé haladva előbb Balatonszepezd megállóhely, a központ közelében, majd Szepezdfürdő megállóhely, a névadó településrész déli szélén; mindkét megálló közvetlenül a 71-es főút mellett helyezkedik el. Viriusztelepnek régebben (1913 és 1961 között) szintén volt saját vasúti megállóhelye, 1959-ig Viriustelep, utána Balatonszepezd felső néven.

## Története
A község Szent István magyar király korától az 1950-es megyerendezésig Zala vármegyéhez tartozott.
Legrégibb írásos említése 1164-ből maradt fenn, Zepuzd alakban. Eredetileg zalai várföld és királyi udvarnokföld volt. A 12. század közepén az Atyusz nemzetségnek voltak itt földjei. Katolikus templomát a 13. században építették román stílusban. Ekkoriban részben királyi udvarnokok lakták a települést, akiknek a földjét IV. László király 1276-ban Rátóti Roland bánnak adományozta. A veszprémi püspökségnek és a somogyvári bencés apátságnak is voltak itt birtokai, s a 14. századtól a Rátótiak (Gyulafiak) mellett helyi nemeseknek is.
A törökök pusztításai miatt, akik 1548-ban felégették, egy időre elnéptelenedett a település. A 18. század közepén német telepesek költöztek a községbe, amelyről Vályi András 1799-ben mint Szepesd német faluról ír. Első fürdőtelepét a 19-20. század fordulóján hozta létre Virius Vince a saját birtokán, melyet később Viriustelepnek (vagy Viriusztelepnek) neveztek el.

## Közélete

### Polgármesterei
| Polgármester | Polgármester              | Polgármester | Megjegyzés                             |
| ------------ | ------------------------- | ------------ | -------------------------------------- |
| 1990–1994    | Bolláné Iván Katalin      | független    |                                        |
| 1994–1998    | Bolláné Iván Katalin      | független    |                                        |
| 1998–2001    | Bolláné Iván Katalin      | független    | hivataláról lemondott                  |
| 2001–2002    | Márton József             | független    |                                        |
| 2002–2006    | Márton József             | független    |                                        |
| 2006–2010    | Márton József             | független    |                                        |
| 2010–2014    | Márton József             | független    |                                        |
| 2014–2019    | Dr. Sebestyén László Imre | független    |                                        |
| 2019–2020    | Dr. Bocskov Petrov Jordán | független    | a képviselő-testület feloszlatta magát |
| 2020–2024    | Biró Imre                 | független    | időközi választás 2020. október 18-án  |
| 2024–        | Biró Imre                 | független    |                                        |

A 2019. október 13-án megtartott önkormányzati választáson nem lehetett polgármestert választani, mert a posztra egyetlen lakos sem jelöltette magát. A megismételt polgármester-választást 2019. december 8-án tartották meg, ezen az őszi választás ellenpólusaként nagyon sok (14) polgármester-jelölt indult. Négy jelöltre egyáltalán nem érkezett szavazat, további két-két főre 1-1 illetve 2-2 választó szavazott. A végső győztes (aki egyébként a kecskeméti bolgár nemzetiségi önkormányzat tagja is volt) a szavazatok valamivel több mint egyharmadával nyerte el a polgármesteri tisztséget.

## Népesség
A település népességének változása:
| Lakosok száma | 393  | 369  | 368  | 436  | 398  | 451  | 450  |
|               | 2013 | 2014 | 2015 | 2021 | 2022 | 2023 | 2024 |

A 2011-es népszámlálás idején a lakosok 87,7%-a magyarnak, 2,6% németnek, 0,3% bolgárnak, 0,3% horvátnak, 0,3% lengyelnek mondta magát (12,3% nem nyilatkozott; a kettős identitások miatt a végösszeg nagyobb lehet 100%-nál). A vallási megoszlás a következő volt: római katolikus 49,3%, református 11,4%, evangélikus 3,2%, felekezeten kívüli 10,9% (25,2% nem nyilatkozott).
2022-ben a lakosság 81,2%-a vallotta magát magyarnak, 3,5% németnek, 0,3% szlováknak, 0,3% lengyelnek, 2,5% egyéb, nem hazai nemzetiségűnek (17,3% nem nyilatkozott; a kettős identitások miatt a végösszeg nagyobb lehet 100%-nál). Vallásuk szerint 36,9% volt római katolikus, 7,3% református, 2% evangélikus, 0,3% görög katolikus, 1,5% egyéb keresztény, 9,5% felekezeten kívüli (42,5% nem válaszolt).

## Nevezetességei
- Római katolikus temploma a Balatonon viharba került halászok fogadalmi templomaként épült a 13. században; ez a környék egyetlen fogadalmi temploma.[8] Első említése 1288-ból maradt fenn, amikor Szent András nevére szentelték.[7] Ma Szent István király nevét viseli.[27] 1774-ben már erősen romos állapotban volt. Mai formáját 1888-ban nyerte el, amikor népies barokk stílusban újjáépítették. Jelentős része azonban ma is középkori eredetű.[7]
- Református templomát a 18. század végén építették későbarokk stílusban.[8][28]
- Evangélikus templomát 1800 körül építették későbarokk stílusban.[8][29]
- Szepezdfürdőn a Sebestyén-kastélyt Sebestyén Gyula néprajztudós 1906-ban építtette tudor-stílusban. Az épületet 1946-ban államosították, ezt követően hosszú ideig a várpalotai bányák üdülőjeként szolgált. Az 1990-es években egy olasz üzletember tulajdonába került, aki a fiáról Sir David kastélynak nevezte el, felújíttatta, és kastélyszállót nyitott benne.[30][31][32] Érdekessége, hogy éttermének falán vadászjeleneteket ábrázoló freskók vannak.
- A Pogánykő székely rovásokkal teleírt homokkőszikla, amelyet az évtizedekig a településen élő Sebestyén Gyula emlékére állítottak 1963-ban.[8][33][34]
- Virius Vince emlékoszlopát 1935-ben emelték a település keleti részén. 1988-ban felújították. Virius Vince (Topolya, 1847. július 20. – Balatonszepezd, 1918. június 19.) a falu melletti erdőterületen szőlőt telepített, és konyakgyárat hozott létre, kialakította a később Viriustelepként ismertté vált fürdőtelepet, amelyhez saját költségén hajókikötőt (1912) és vasúti megállót (1913) is létesített, ami jelentősen hozzájárult a település fürdőéletének fellendüléséhez.[4][10][35]
- Gulyás Lajos református lelkésznek, az 1956-os forradalom utáni megtorlások áldozatának emlékoszlopa az evangélikus templom mellett áll.[8]
- A Néprajzi Gyűjtemények Háza 2004 nyarán nyílt meg a római katolikus templom mellett.[8]

- Református templom
- Evangélikus templom,
 előtérben Gulyás Lajos emlékoszlopa
- Sir David kastély
- Pogánykő

## Megjelenése a kultúrában
- Részben Balatonszepezden játszódik Györe Balázs Halottak apja című novellája.[36]
- Petőcz András A születésnap című regénye ugyancsak részben a településen játszódik.[37]
- A Munkaügyek című komikus televíziós sorozat egyik visszatérő motívuma a "Szepezdi Köztisztviselő Találkozó". A korábbi epizódokban csak említés szintjén bukkant fel olykor ez a képzelt rendezvény, de a III. évad 8. epizódja (Műkedvelő előadás) kifejezetten a munkaügyeseknek e találkozóra való felkészüléséről, és az ottani fellépésükről szólt.[38]
- Balatonszepezd a címe a Pál Utcai Fiúk zenekar egyik számának.[39]